# محمدقلی خان ایروانی
محمدقلی خان ایروانی یکی از مقامات صفوی و بیگلربیگ ایروان (چخور سعد) از سال ۱۶۵۴ تا ۱۶۵۶ بود. او در دوره وزیر اعظم محمد بیگ (۱۶۵۴–۱۶۶۶) یکی از کسانی بود که از سیاست کنار گذاشته شد.